# 林寿图
林壽圖（1821-1897），閩縣（今福州）人，晚清政治人物。同治年間為官，曾為陝西和山西布政使。
道光元年（1821年）出生。同治年間(1863)擔任順天府府尹。林寿图與西安將軍庫克吉泰，寧夏將軍穆圖善彼此相善，但和晚清四大名臣左宗棠素有嫌隙。後因左宗棠為西征糧台督辦兼西安製造局督辦袁保恆奏請專摺奏事，被排除於事務外而心生不滿。於同治八年（1869年）底向陝西巡撫劉典告假，回原籍省墓。左宗棠遂趁此機會，保袁保恆至布政使衙門接替其事務。又向朝廷拜摺，請朝廷准予林壽圖回籍休養。朝廷遂命林壽圖以原品休致。林壽圖接到聖旨後，大病一場。 同治13年，牡丹社事件爆發，福建船政大臣沈葆楨奏稱前陝西藩司林壽圖在籍服滿，如果沈葆楨前去台灣稍有不測，可望朝廷指派林壽圖坐鎮福建後方，後得到朝廷准許，並稽查馬尾造船廠與查看海口佈防，在福建沿岸效仿西式工法建設多座砲台後至書院教書度日，於光緒七年（1881年）退隱。光緒十年（1884年），因中法戰爭再起並潑及到福建，受到同出身福建的時任吏科給事中萬培因推薦，作為福建團練大臣。光緒二十三年去世。

## 家人
- 祖父：林元炳，乾隆丁酉科举人，官至江宁府督粮同知。
- 父：林士锬，顺天府尹，因子贵诰赠三代一品荣禄大夫。
- 子：長子林昌虞，钦加盐运使衔直隸候补知府、賞戴花翎。
 次子林師尚，光绪二十年优贡，偕弟林宗遠有事於楚北。林師尚、林宗遠皆當過知縣。林師尚乃優貢，與何振岱著《西湖志 （页面存档备份，存于）》。
 林壽圖季子林同灏，清末秀才，後中舉，好書畫，曾任福建松溪縣知縣。林家對客稽颡者皆季子同灏也。
- 女：十人，两人幼亡，女婿分別為：梁佟年、張仲炘、丁菁、葉在廷、趙時桐、陳君常、陳伯靈，皆為有才之士。外孫梁鴻志為中華民國政治人物。[9]

## 軼事趣聞
左宗棠遇人常自稱「今亮」(當今諸葛亮)，後因林壽圖將「諸葛亮」之「諸」字換為「豬」字來嘲諷他，左宗棠遂不再以「今亮」自稱。據傳這也是左宗棠與林壽圖結下樑子的原因。